# Nucula
Nucula is een geslacht van tweekleppige weekdieren, dat fossiel bekend is vanaf het Siluur. Tegenwoordig bestaan er nog tal van soorten van dit geslacht, die in de loop der tijden vrijwel geen verandering hebben ondergaan.

## Beschrijving
De behuizing van de Nucula-soort is meestal klein (een paar centimeter) en bijna driehoekig. De voorkant is goed afgerond, de achterkant is getrimd. De wervel zit achter het midden. Het achterste uiteinde van de ventrale marge is meestal schuin. Het ligament is verzonken, het verdeelt het slot in een voorste en achterste gedeelte. Het slot staat in een hoek, de hoek is ongeveer negentig graden of iets erboven. Het slot bestaat uit soortgelijke, langwerpige tanden en groeven loodrecht op de slotlijn, waardoor meestal meer tanden (tot ongeveer dertig) worden gevormd in het voorste slotdeel dan in het achterste slotdeel (ongeveer tien tot twintig). De massieve schaal bestaat uit drie aragonitische lagen, een binnenste laag met paarlemoeren plaatjes, een middelste laag met zuilvormige paarlemoeren plaatjes en een buitenste laag met prismatische-tandheelkundige structuren evenals de organische periostracum. De rand van de behuizing is fijn gekarteld door de prismatische-tandheelkundige structuren. Het oppervlak heeft fijne concentrische groeilijnen en zeer fijne radiale lijnen die met het blote oog nauwelijks zichtbaar zijn. De oppervlaktelijn is niet ingesprongen, sifons ontbreken. De achterste en voorste sluitspieren zijn ongeveer even groot. De lengte van de schelp bedraagt circa 3,75 centimeter.

## Verspreiding
De soorten van het geslacht Nucula komen wereldwijd voor in alle zeeën. Ze leven meestal in modder en fijne zandbodems van de vlakke subtidal tot grotere diepten (meer dan 3000 meter).

## Soorten
- N. alcocki † Noetling 1895
- N. andersoni † Clark & Durham 1946
- N. assiniboiensis † Russell & Landes 1937
- N. athabaskensis † McLearn 1931
- N. brewsterensis † Hassan 1953
- N. calcicola Moore 1977
- N. cancellata † Meek & Hayden 1857
- N. cancellata † Vredenburg 1928
- N. catalina † Olsson 1930
- N. certicinus Finlay 1930
- N. chrysocoma † Dall 1908
- N. cilleborgensis † Ravn 1907
- N. concinna † Sowerby 1836
- N. cossmanni † Vincent 1892
- N. costaeimbricatus † Newton 1922
- N. crenulata Adams 1856
- N. crepida † Marwick 1931
- N. cunifrons † Conrad 1860
- N. darella Dall 1916
- N. delphinodonta Mighels & Adams 1842
- N. domandaensis † Eames 1951
- N. gabbiana † Dickerson 1916
- N. greppina † Deshayes 1858
- N. hanleyi Winckworth 1931
- N. hartvigiana Dohrn 1864
- N. major † Richards 1944
- N. mancorensis † Olsson 1931
- N. martini † Finlay 1927
- N. micheleae † Marincovich jr. 1993
- N. morundiana † Tate 1886
- N. narica † Vredenburg 1928
- N. nejdensis † Abbass 1972
- N. nitidula Adams 1856
- N. nitidulaformis Powell 1971
- N. njalindugensis † Martin 1919
- N. nucleus (Linnaeus, 1758)
- N. observatoria † Ihering 1907
- N. orbicella † Olsson 1922
- N. paboensis † Olsson 1931
- N. paytensis † Adams 1856
- N. pilkeyi † Ward & Blackwelder 1987
- N. pisum Sowerby 1833
- N. planimarginata † Meek & Hayden 1857
- N. praemissa † Semper 1861
- N. proxima Say 1820
- N. prunicola † Dall 1898
- N. pusilla † Angas 1877
- N. rembangensis † Martin 1919
- N. reticularis † Ortmann 1900
- N. rossiana Finlay 1930
- N. sedanensis † Haanstra & Spiker 1932
- N. semistriata † Tate 1886
- N. shaleri † Dall 1894
- N. sinaria † Dall 1898
- N. stantoni † Stephenson 1923
- N. studeri † d'Archiac 1850
- N. subrotundata † Morningstar 1922
- N. subtransversa † Nyst 1844
- N. sulcata Bronn 1831
- N. suprastriata † Arnold 1903
- N. tallahalaensis † Dockery 1982
- N. taphria † Dall 1898
- N. tatriana † King 1850
- N. tersior † Marwick 1929
- N. tumida † Tenison Woods 1877
- N. turgens † Wood 1879
- N. venezuelana † Weisbord 1964
- N. ventricosa † Hall 1868
- N. vestigia † Marwick 1929
- N. vicksburgensis † Conrad 1848
- N. waikuraensis † Marwick 1931
- N. washingtonensis † Weaver 1916